# Primii 10 ani
Primii 10 ani (1994-2004) este primul "best of" al trupei Paraziții, lansat la data de 12 decembrie 2004, la casa de discuri Rebel Music.
”O piesă de colecție: primul "Best Of" și totodată primul "dublu LP" al unei trupe de hip-hop din România. Dacă la acestea adaugăm dubla variantă de prezentare – cenzurată și necenzurată – precum și apariția pe vinil (motiv de bucurie pentru posesorii de platane), cred că am adus deja destule argumente pentru ca Primii 10 ani să nu lipsească din colecția oricărui ascultător de Hip-Hop din țară. Iar dacă "primii" și "primul" apar de mai multe ori, despre "ultimul" putem vorbi doar în contextul albumelor lansate de Paraziții sub blazonul Rebel Music. Sfârșitul anului 2004 a fost destul de încărcat în evenimente pentru cei trei, printre acestea numărându-se și despărțirea de vechiul label și continuarea activității pe cont propriu în cadrul 20CM Records. O fi bine, o fi rău – doar timpul le va confirma alegerea făcută.
Conceput ca un periplu muzical desfășurat cronologic în discografia Paraziților, Primii 10 ani cuprinde 38 de trackuri, dintre care unul "hidden". Startul îl dă varianta remixată a piesei În jur de pe primul lor LP – Poezii pentru pereți – lansat în 1994. Se continuă cu Barbut (de pe Suta), Jigodie toată ziua (datată din 1997) și albumul care le-a adus consacrarea definitivă – Nici o problemă: Bagabonți 99, Din inima străzii, La intervenție, Omu' din liftu' tău, Nr. 1. De pe cel mai vulgar album autohton găsit vreodată pe rafturile magazinelor – Iartă-mă – au fost extrase Degenerația următoare, Dex 2000, Sl*b*z și Emoții. Un an mai târziu, în 2001, apare Categoria grea: Dac-aș fi președinte, Îmi pare rău, Am comis-o, Avort verbal și, evident, single-ul de promovare cu același titlu. Campaniei "Anti-Playback" promovată de Shoot Yourself i-au urmat single-urile În focuri și Bad Joke, acestea regăsindu-se apoi pe Irefutabil, alături de Linz-București, Necomercial, O stare de spirit (cu Adrian Despot), Beatbox – Din dragoste în toate felurile, Ultimul buletin de știri de la ora 5 și Dreptul la replică (cu Andrei Gheorghe). Lupta cu CNA-ul avea să se desfășoare în cadrul campaniei "Jos Cenzura!", încununată de single-ul omonim, la care se mai adaugă Exprimare liberă (Edition Francaise), precum și piesele realizate în colaborare pe solo-urile celor doi MC: Reacții adverse și Minte-mă. Hidden track-ul va aduce zâmbetul pe buze, prezentând o altă versiune a piesei Emotii, împreună cu Andre.„

## Lista pieselor[4]
| CD 1            |                                                           |                 |                    |         |  |
| Nr.             | Titlu                                                     | Autor(i)        | Text               | Lungime |  |
| 1.              | „În jur (Remix)” (1994/1996)                              | Paraziții       | Paraziții          | 3:05    |  |
| 2.              | „Banii n-aduc fericirea” (1997)                           | Paraziții       | Paraziții          | 2:33    |  |
| 3.              | „Barbut” (1997)                                           | Cheloo          | Ombladon și Cheloo | 4:22    |  |
| 4.              | „Jigodie toată ziua” (1997)                               | Paraziții       | Paraziții          | 4:35    |  |
| 5.              | „La intervenție” (1998/1999)                              | Paraziții       | Paraziții          | 3:37    |  |
| 6.              | „Din inima străzii” (1998/1999)                           | Paraziții       | Paraziții          | 3:38    |  |
| 7.              | „Bagabontzi '99” (1998/1999)                              | Paraziții       | Paraziții          | 3:03    |  |
| 8.              | „Omul din liftu' tău” (1999)                              | Paraziții       | Paraziții          | 2:28    |  |
| 9.              | „Nr. 1” (1999)                                            | Paraziții       | Paraziții          | 2:56    |  |
| 10.             | „S****z” (2000)                                           | Paraziții       | Paraziții          | 1:28    |  |
| 11.             | „Degenerația următoare” (2000)                            | Paraziții       | Paraziții          | 4:00    |  |
| 12.             | „Dex 2000” (2000)                                         | Paraziții       | Paraziții          | 3:12    |  |
| 13.             | „Emoții” (2000)                                           | Paraziții       | Paraziții          | 2:49    |  |
| 14.             | „Dac-aș fi președinte” (2001)                             | Paraziții       | Paraziții          | 3:13    |  |
| 15.             | „Avort verbal” (2001)                                     | Paraziții       | Paraziții          | 2:34    |  |
| 16.             | „Îmi pare rău” (2001)                                     | Paraziții       | Paraziții          | 3:46    |  |
| 17.             | „Am comis-o” (2001)                                       | Paraziții       | Paraziții          | 2:58    |  |
| 18.             | „Categoria grea” (Feat. Aliosha) (2001)                   | Paraziții       | Paraziții          | 4:24    |  |
| 19.             | „Shoot Yourself / Împușcă-te (Tryionthestage rmx)” (2001) | Paraziții       | Paraziții          | 3:46    |  |
| 20.             | „Hidden Track” (Emoții Andre rmx)                         | Paraziții       | Paraziții          | 4:49    |  |
| Lungime totală: | Lungime totală:                                           | Lungime totală: | Lungime totală:    | 63:15   |  |

| CD 2            |                                                     |                            |                                                |         |  |
| Nr.             | Titlu                                               | Autor(i)                   | Text                                           | Lungime |  |
| 1.              | „Bad joke” (2001/2002)                              | Paraziții și Adrian Despot | Ombladon și Cheloo                             | 3:21    |  |
| 2.              | „Orice-ar fi (Cheloo b-side rmx)” (2000/2002)       | Cheloo                     | Ombladon și Cheloo                             | 3:20    |  |
| 3.              | „În focuri” (2002)                                  | Paraziții                  | Ombladon și Cheloo                             | 3:52    |  |
| 4.              | „O stare de spirit” (Feat. Adrian Despot) (2002)    | Paraziții și Adrian Despot | Ombladon și Cheloo                             | 6:24    |  |
| 5.              | „Linz-București” (Feat. Texta) (2002)               | Paraziții                  | Flip, Skero, Huckey, Laima, Ombladon și Cheloo | 3:45    |  |
| 6.              | „Necomercial” (2002)                                | Paraziții                  | Paraziții                                      | 3:29    |  |
| 7.              | „Beatbox / Din dragoste în toate felurile” (2002)   | Paraziții                  | Paraziții                                      | 3:00    |  |
| 8.              | „Ultimul buletin de știri de la ora 5” (2002)       | Paraziții                  | Ombladon și Cheloo                             | 4:11    |  |
| 9.              | „Dreptul la replică” (Feat. Andrei Gheorghe) (2002) | Paraziții                  | Ombladon, Cheloo și Andrei Gheorghe            | 3:50    |  |
| 10.             | „Exprimare liberă (Edition francaise)” (2003)       | Paraziții                  | Ombladon și Cheloo                             | 3:03    |  |
| 11.             | „Jos cenzura” (Feat. Larry Flint) (2003/2004)       | Paraziții                  | Ombladon și Cheloo                             | 3:59    |  |
| 12.             | „Reacții adverse” (2003)                            | Cheloo                     | Ombladon și Cheloo                             | 2:24    |  |
| 13.             | „Filmul lui Liviu” (2003)                           | Cheloo                     | Ombladon și Cheloo                             | 3:45    |  |
| 14.             | „Milionari de weekend (Rmx)” (2003/2004)            | Cheloo                     | Ombladon și Cheloo                             | 2:53    |  |
| 15.             | „Minte-mă” (2004)                                   | Cheloo                     | Ombladon și Cheloo                             | 2:44    |  |
| 16.             | „Instigare la cultură” (2004)                       | Cheloo                     | Ombladon și Cheloo                             | 2:45    |  |
| 17.             | „Payback (Dă-te-n gâtu' Mătii)” (2002/2004)         | Cheloo                     | Cheloo                                         | 3:43    |  |
| 18.             | „F**k you Romania” (2004)                           | Ombladon și Cheloo         | Ombladon, Cheloo și Adrian Despot              | 3:10    |  |
| Lungime totală: | Lungime totală:                                     | Lungime totală:            | Lungime totală:                                | 63:38   |  |